# 科特里瓜苏
科特里瓜苏是巴西马托格罗索州的一个市镇。总面积9123.582平方公里，总人口13740人，人口密度1.5人/平方公里。